# Grand Prix Portugalii 1984
Grand Prix Portugalii 1984 (oryg. Grande Premio de Portugal) – ostatnia runda Mistrzostw Świata Formuły 1 w sezonie 1984, która odbyła się 21 października 1984, po raz pierwszy na torze Autódromo do Estoril.
13. Grand Prix Portugalii, czwarte zaliczane do Mistrzostw Świata Formuły 1.

## Klasyfikacja
| Legenda oznaczeń w tabelach wyników Wyświetl szablon na nowej stronie | Legenda oznaczeń w tabelach wyników Wyświetl szablon na nowej stronie                                                                     |
| Oznaczenie                                                            | Wyjaśnienie |
| --------------------------------------------------------------------- | --- |
| Złoty                                                                 | Zwycięzca lub mistrzostwo |
| Srebrny                                                               | 2. miejsce lub wicemistrzostwo |
| Brązowy                                                               | 3. miejsce lub II wicemistrzostwo |
| Zielony                                                               | Ukończył, punktował (w klasyfikacji generalnej, gdy zdobył co najmniej jeden punkt na przestrzeni sezonu, poza trzema powyższymi opcjami) |
| Niebieski                                                             | Ukończył, nie punktował (w klasyfikacji generalnej, gdy nie zdobył co najmniej jednego punktu na przestrzeni sezonu)                      |
| Czerwony                                                              | Nie zakwalifikował się (NZ) |
| Czerwony                                                              | Nie prekwalifikował się (NPK) |
| Różowy                                                                | Nie ukończył (NU) |
| Różowy                                                                | Niesklasyfikowany (NS) (w klasyfikacji generalnej, gdy nie został sklasyfikowany w żadnym wyścigu sezonu)                                 |
| Czarny                                                                | Zdyskwalifikowany (DK) |
| Czarny                                                                | Wykluczony (WYK/EX) |
| Biały                                                                 | Nie wystartował (NW) |
| Biały                                                                 | Kontuzjowany (K/INJ) |
| Biały                                                                 | Wyścig odwołany (OD/C) |
| Bez koloru                                                            | Został wycofany (WYC/WD) |
| Bez koloru                                                            | Nie przybył (NP/DNA) |
| Bez koloru                                                            | Nie brał udziału w treningach (NT/DNP) |
| Bez koloru                                                            | Nie został zgłoszony (–) |
| Pogrubienie                                                           | Start z pole position |
| Kursywa                                                               | Najszybsze okrążenie wyścigu |
| †                                                                     | Nie ukończył, ale jego rezultat został zaliczony ze względu na przejechanie więcej niż 90% dystansu wyścigu.                              |
| *                                                                     | Sezon w trakcie |
| 1/2/3                                                                 | Punktowana pozycja w sprincie kwalifikacyjnym                                                                                             |
| Lista systemów punktacji Formuły 1                                    | |

| Poz | Nr | Kierowca           | Konstruktor       | Okrążenia | Czas/Powód NU | Poz. start. | Punkty |
| --- | -- | ------------------ | ----------------- | --------- | ------------- | ----------- | ------ |
| 1   | 7  | Alain Prost        | McLaren-TAG       | 70        | 1:41:11.753   | 2           | 9      |
| 2   | 8  | Niki Lauda         | McLaren-TAG       | 70        | + 13.425      | 11          | 6      |
| 3   | 19 | Ayrton Senna       | Toleman-Hart      | 70        | + 20.042      | 3           | 4      |
| 4   | 27 | Michele Alboreto   | Ferrari           | 70        | + 20.317      | 8           | 3      |
| 5   | 11 | Elio de Angelis    | Lotus-Renault     | 70        | + 1:32.169    | 5           | 2      |
| 6   | 1  | Nelson Piquet      | Brabham-BMW       | 69        | + 1 okrążenie | 1           | 1      |
| 7   | 15 | Patrick Tambay     | Renault           | 69        | + 1 okrążenie | 7           |        |
| 8   | 22 | Riccardo Patrese   | Alfa Romeo        | 69        | + 1 okrążenie | 12          |        |
| 9   | 28 | René Arnoux        | Ferrari           | 69        | + 1 okrązenie | 17          |        |
| 10  | 2  | Manfred Winkelhock | Brabham-BMW       | 69        | + 1 okrązenie | 19          |        |
| 11  | 20 | Stefan Johansson   | Toleman-Hart      | 69        | + 1 okrążenie | 10          |        |
| 12  | 26 | Andrea de Cesaris  | Ligier-Renault    | 69        | + 1 okrążenie | 20          |        |
| 13  | 14 | Gerhard Berger     | ATS-BMW           | 68        | + 2 okrążenia | 23          |        |
| 14  | 5  | Jacques Laffite    | Williams-Honda    | 67        | + 3 okrążenia | 15          |        |
| 15  | 21 | Mauro Baldi        | Spirit-Hart       | 66        | + 4 okrążenia | 25          |        |
| 16  | 30 | Jo Gartner         | Osella-Alfa Romeo | 65        | Brak paliwa   | 24          |        |
| 17  | 23 | Eddie Cheever      | Alfa Romeo        | 64        | + 6 okrążeń   | 14          |        |
| NU  | 24 | Piercarlo Ghinzani | Osella-Alfa Romeo | 60        | Silnik        | 22          |        |
| NU  | 12 | Nigel Mansell      | Lotus-Renault     | 52        | Wypadł z toru | 6           |        |
| NU  | 16 | Derek Warwick      | Renault           | 51        | Skrz. biegów  | 9           |        |
| NU  | 33 | Philippe Streiff   | Renault           | 48        | Przen. napędu | 13          |        |
| NU  | 6  | Keke Rosberg       | Williams-Honda    | 39        | Silnik        | 4           |        |
| NU  | 25 | François Hesnault  | Ligier-Renault    | 31        | Elektronika   | 21          |        |
| NU  | 18 | Thierry Boutsen    | Arrows-BMW        | 24        | Przen. napędu | 18          |        |
| NU  | 10 | Jonathan Palmer    | RAM-Hart          | 19        | Skrz. biegów  | 26          |        |
| NU  | 17 | Marc Surer         | Arrows-BMW        | 8         | Elektronika   | 16          |        |
| NU  | 9  | Philippe Alliot    | RAM-Hart          | 2         | Silnik        | 27          |        |